# Arsenuranilita
L'arsenuranilita és un mineral de la classe dels arsenats. Rep el seu nom de la seva composició química, que conté arsènic i urani, i de la seva possible relació amb la fosfuranilita.

## Característiques
L'arsenuranilita és un arsenat uranil de calci, amb fórmula química Ca(UO₂)₄(AsO₄)₂(OH)₄·6H₂O. Degut al seu contingut d'urani es tracta d'un mineral radioactiu. Cristal·litza en el sistema ortoròmbic formant escates fines i incrustacions en forma de líquens de cristalls allargats, de fins a 0,5 mm. La seva duresa a l'escala de Mohs oscil·la entre 2 i 3.
Segons la classificació de Nickel-Strunz, l'arsenuranilita pertany a «08.EC: Uranil fosfats i arsenats, amb relació UO₂:RO₄ = 3:2» juntament amb els següents minerals: françoisita-(Nd), phuralumita, upalita, françoisita-(Ce), dewindtita, kivuïta, fosfuranilita, yingjiangita, dumontita, hügelita, metavanmeersscheïta, vanmeersscheïta, arsenovanmeersscheïta, althupita, mundita, phurcalita i bergenita.

## Formació i jaciments
L'arsenuranilita es troba a les zones d'oxidació de dipòsits d'urani que contenen sulfurs d'arsènic. Sol trobar-se associada a altres minerals com: paraschoepita, schoepita, metazeunerita, novačekita i uranospinita. La seva localitat tipus és el dipòsit d'urani de Cherkasar, a Pap (Chatkal-Kuraminskii, Namangan Viloyati, Uzbekistan). També se n'ha trobat a Sheenjek (Alaska, Estats Units), Castell-estaó (Lleida, Catalunya), Beaufort West (Cap Occidental, Sud-àfrica) i a tres localitats alemanyes: Bergen (Saxònia), Ellweiler (Renània-Palatinat) i Menzenschwand (Baden-Württemberg).